# Franco Marazzi
Franco Marazzi (Lugano, 4 novembre 1925 – Lugano, 21 settembre 2014) è stato un regista e giornalista svizzero attivo nella televisione svizzera RSI in lingua italiana.
È stato il primo direttore della Radio Televisione Svizzera in lingua italiana ed è considerato uno dei suoi padri fondatori. È noto in particolare per aver diretto la prima edizione dell'Eurovision Song Contest. I suoi lavori hanno ottenuto riconoscimenti internazionali, tra cui un premio Biancamano per La Madonnina.

## Biografia
Nato a Lugano il 4 novembre 1925, figlio di Americo Marazzi e Maria Borrini, ha studiato lettere e filosofia a Milano e Firenze. Nel 1951 diviene giornalista per quotidiani svizzeri e per la Radio della Svizzera in lingua italiana. Altre fonti affermano che ha iniziato la propria attività come reporter nel 1954 a Zurigo. Dal 1952 al 1958 diviene un pioniere del reportage e della regia nella televisione svizzera e tedesca occidentale, contribuendo significativamente allo sviluppo della televisisione svizzera in lingua italiana.
Nel 1956 dirige la prima edizione dell'Eurovision Song Contest, trasmissione musicale a cura dell'EBU, trasmessa in eurovisione, destinata a diventare il festival musicale più popolare e seguito a livello mondiale. L'edizione è stata vinta dalla stessa Svizzera, grazie alla cantante Lys Assia con la canzone Refrain.
Nel 1961 diviene direttore dei programmi e, nel 1965, il primo direttore dell'emittente RSI in lingua italiana. Tra il 1973 e il 1977 è direttore regionale dell'emittente. Ha inoltre fatto parte della commissione svizzera per l'UNESCO. Franco Marazzi muore a Lugano il 21 settembre 2014 all'età di 88 anni.

## Vita privata
È stato sposato con Andreina Badaracco.

## Filmografia
- Der 90. Geburtstag oder Dinner for One, co-diretto con Heinz Dunkhase - cortometraggio TV (1960)

## Trasmissioni televisive

### Autore
- Sfogliando il - Calendario (1959)
- Melodie und Rhythmus - game show (1958-1960)

### Regista
- Ein Abend im Tessin - speciale TV (1955)
- Eurovision Song Contest - speciale TV (1956)
- Eurovision Presents Pictures in the Sky - speciale TV (1957)
- Melodie und Rhythmus - game show, 3 puntate (1958-1959)
- Sfogliando il - Calendario (1959)
- Revue Mosaik - speciale TV (1959)
- Count Basie in Zürich (1959)
- Hazy-Osterwald-Show - speciale TV (1960)
- Mike macht alles - 8 puntate (1960-1963)
- Settenote - speciale TV (1962)
- Trattoria Musicale - speciale TV (1962)
- Grüsse aus Zürich - speciale TV (1963)
- Reportagen mit jedermann - serie documentaristica, 6 puntate (1963-1964)